# Zitouna TV
Zitouna TV (arabe : قناة الزيتونة) est une chaîne de télévision généraliste privée tunisienne, lancée en 2012 par le fils de Moncef Ben Salem, Oussama Ben Salem, et l'homme d'affaires Sami Essid. Une deuxième chaîne à thématique religieuse, Zitouna Hidaya TV, est lancée en 2013.
Le 6 octobre 2014, au cours de la campagne électorale, la chaîne diffuse un spot de sensibilisation aux élections directement suivi du logo du parti Ennahdha et du slogan de sa campagne électorale, un spot considéré par la Haute Autorité indépendante de la communication audiovisuelle (HAICA) comme une infraction au décret 116 relatif à la liberté de communication audiovisuelle et au code électoral. La chaîne est alors condamnée à une amende de 10 000 dinars. N'ayant pas obtenu une licence, les équipements de la chaîne sont saisis par la HAICA le 15 juillet 2015, mais la chaîne continue de diffuser des programmes enregistrés et en direct.

## Productions
La chaîne produit en 2016 un sitcom intitulé Qu'est-ce qu'il a sa majesté ? (آش بيه معاليه ؟) avec Chawki Bouglia, qui incarne un homme politique d'un petit parti élu à l'assemblée et qui se voit attribuer le portefeuille de ministre de la Culture.

## Émissions
| Nom                     | Nom original      | Présentateur                  | Diffusion      | Direct |
| ----------------------- | ----------------- | ----------------------------- | -------------- | ------ |
| La Voix libre           | الصوت الحر        | Riheb Shili                   | Tous les jours | Oui    |
| À contre-courant        | ضد التيار         | Elyès Gargouri                | Samedi         |        |
| Zitouna Sport           | الزيتونة سبور     | Jamel Gasmi                   | Jeudi          |        |
| Bil Mirsad              | بالمرصاد          | Houssine Ben Omar             | Vendredi       | Oui    |
| Point chaud             | نقطة ساخنة        | Mokdad Mejri                  | Lundi          | Oui    |
| La Charia et la loi     | الشريعة والقانون  | Monem Turki puis Haithem Imam | Mardi          | Oui    |
| Min Ghorfet Al Akhbar   | من غرفة الأخبار   | Salah Attia                   | Tous les jours | Oui    |
| Fatwas en direct        | فتاوى على المباشر | Haithem Imam                  | Dimanche       | Oui    |
| Lisons l'événement      | نقرأ الحدث        | Saleh Atia                    | Mercredi       |        |
| La Profondeur libyenne  | العمق الليبي      | Mohamed Frati                 | Samedi         | Oui    |
| Fenêtre de la Palestine | نافذة فلسطين      | Sami Barhoum                  |                |        |
| Rencontre spéciale      | لقاء خاص          | Haithem Imam                  |                |        |
| Notre société civile    | مجتمعنا المدني    |                               |                | arrêté |
| Avec les gens           | مع الناس          |                               |                | arrêté |